# كريستوفر فايربانك
كريستوفر فايربانك (بالإنجليزية: Christopher Fairbank)‏ هو ممثل بريطاني، ولد في 4 أكتوبر 1953 بهارتفوردشير في المملكة المتحدة.

## أعمال

### أفلام
- (1989) باتمان[5][6][7]
- (1997) العنصر الخامس[8][9][10][11]
- (2009) هدف 3
- (2013) جاك قاتل العمالقة[12]
- (2014) حراس المجرة[13][14][15][16][17]

### مسلسلات
- تابو

## وصلات خارجية
- كريستوفر فايربانك على موقع IMDb (الإنجليزية)
- كريستوفر فايربانك على موقع ألو سيني (الفرنسية)
- كريستوفر فايربانك على موقع ميوزك برينز (الإنجليزية)
- كريستوفر فايربانك على موقع أول موفي (الإنجليزية)
- كريستوفر فايربانك على موقع قاعدة بيانات الأفلام السويدية (السويدية)
- كريستوفر فايربانك على موقع قاعدة بيانات الفيلم (الإنجليزية)